# British Mycological Society

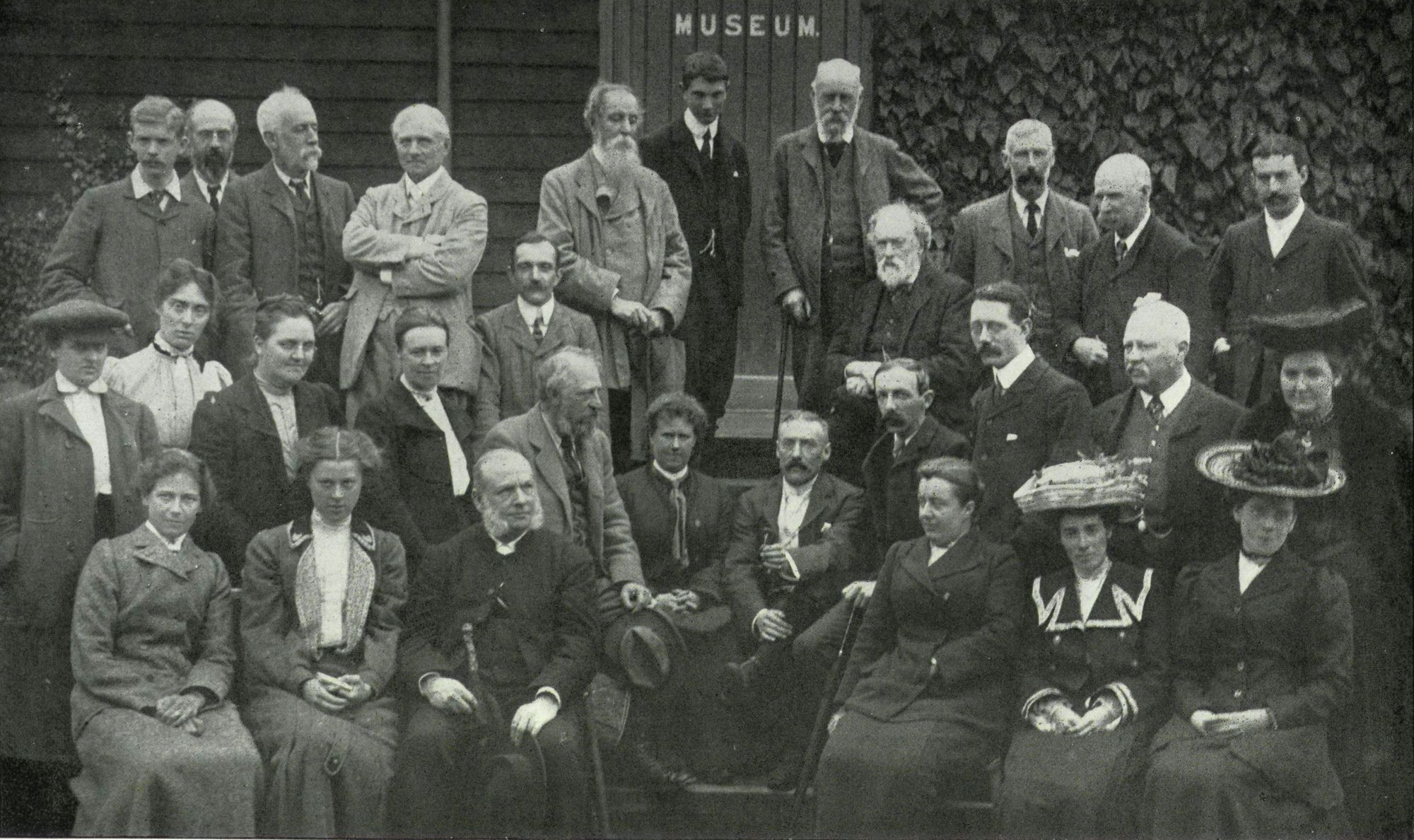
British Mycological Society (Gruppenfoto 1905)

Die British Mycological Society ist eine 1896 gegründete britische Gesellschaft für Mykologie.
Die Gesellschaft entstand aus dem Zusammenschluss lokaler Naturforschervereine, dem Woolhope Field Naturalists’ Club aus Hereford und der Yorkshire Naturalists’ Union (Y.N.U.). Der Woolhope Field Naturalists’ Club hatte seinen Sitz im Hereford Museum, dessen Kurator Henry Graves Bull den Verein darin bestärkte, sich mehr dem Thema der Pilze zu widmen und beide Vereine zu einem „Exkurs in die Welt der Pilze“ einlud. In jeweils der 1. Woche im Oktober fand daraufhin ein jährliches Treffen in Hereford statt, dem nach und nach auch andere Mykologen und Interessierte aus Großbritannien, aber auch aus dem Ausland beiwohnten.
Nach Bulls Tod 1885 schlief diese Tradition vorerst ein. 1892 gründete die Y.N.U. einen mykologischen Ausschuss, dem sich Mordecai Cubitt Cooke, Carleton Rea (1861–1946), George Edward Massee, Charles Bagge Plowright (1849–1910), Charles Crossland (1844–1916), ehemalige Mitglieder des Woolhope Field Naturalists’ Club und andere Interessierte anschlossen und der auch die Tradition der früheren jährlichen Treffen beibehielt. Erster Präsident war Massee und erster Sekretär bis 1918 Carleton Rea.
Die Idee, eine mykologische Gesellschaft zu gründen, entstand ab 1895 unter anderem aus dem Vorhaben, mykologische Fachschriften zu veröffentlichen.
Sie gaben seit 1896 die Transactions of the British Mycological Society heraus (ab 1989 Mycological Research und ab 2010 Fungal Biology genannt). Sie erscheinen monatlich. Ab 1967 gaben sie auch einen Bulletin heraus (ab 1987 The Mycologist genannt und ab 2007 Fungal Biology Reviews). Seit 2000 veröffentlichen sie die vierteljährlich erscheinende Zeitschrift Field Mycology.
Es gibt den Status des Ehrenmitglied (Honorary Member). 2006 hatten sie über 2000 Mitglieder.